# Syahrul Yasin Limpo
Syahrul Yasin Limpo, né le 16 mars 1955 à Makassar (province de Sulawesi du Sud), est un homme politique indonésien, membre du NasDem. Il est gouverneur du Sulawesi du Sud de 2008 à 2018, puis ministre de l'Agriculture à partir de 2019.

## Biographie
Syahrul Yasin Limpo naît le 16 mars 1955 à Makassar (province de Sulawesi du Sud)[réf. nécessaire].
Il devient gouverneur de sa province natale en 2008[réf. nécessaire].
Membre du Golkar, qui est alors le plus grand parti politique du pays, il fait partie des huit candidats à se présenter à l'élection pour la direction du parti de 2016, mais il perd, l'élection étant remportée par Setya Novanto.
En tant que gouverneur, il facilite l'ouverture d'une université financée par l'Arabie saoudite dans sa province. En 2017, il supervise un projet controversé dans la province visant à créer cinq îles artificielles à Makassar. Des organisations environnementales déposent plainte tandis que des pêcheurs locaux tentent de bloquer le site de la construction, affirmant que le projet appauvrirait les stocks de poissons.
Il quitte le Golkar en mars 2018 pour rejoindre le Nasdem.
Après la réélection de Joko Widodo à la présidence de la République, il est choisi pour faire partie du Cabinet Indonésie En avant, en tant que ministre de l'Agriculture du pays[réf. nécessaire].